# مایک بارت (بازیکن فوتبال)
مایک بارت (انگلیسی: Mike Barrett; ۱۲ سپتامبر ۱۹۵۹ – ۱۴ اوت ۱۹۸۴) بازیکن فوتبال اهل بریتانیا بود.
از باشگاه‌هایی که در آن بازی کرده‌است می‌توان به باشگاه فوتبال بریستول راورز اشاره کرد.